# Ludwig Winder
Ludwig Winder (7. února 1889, Šafov – 16. června 1946, Baldock, Hertfordshire) byl český německy píšící spisovatel, novinář a literární kritik židovského původu, člen tzv. Pražského kruhu.

## Život
Ludwig Winder se narodil 7. února 1889 v jihomoravském Šafově (Schaffa) jako jediné dítě z druhého manželství vrchního učitele na židovské škole Maximiliana Windera s Fanny, roz. Löwovou, která byla vychovatelkou dětí v bohatých rodinách. Winderův otec Maximilian pocházel z ortodoxní kolínské rodiny učitele náboženství a znalce Talmudu Wolfganga Windera, ze vzdoru proti otcovskému rozhodnutí vyslat jej na rabínský seminář studoval pražskou techniku, zajímal se však spíše o literaturu (vydal česky psanou veselohru a sbírku básní), takže studium nedokončil a po absolvování ročního kurzu se stal učitelem. Když bylo Ludwigu Winderovi šest let, odstěhovala se rodina do nedalekého Holešova, kde začal navštěvovat německou obecnou školu místní židovské komunity, na níž jeho otec vyučoval. Další školní vzdělání získal na české Zemské vyšší reálce arcivévody Františka Ferdinanda v Holešově, maturitní zkoušku pak složil v roce 1907 na německé obchodní akademii v Olomouci. Dětství na Hané (v kraji opěvovaném v dílech Marie von Ebner-Eschenbachové, Ferdinanda von Saara a Jakoba Julia Davida), prožité v domě přísné matky a poněkud slabého otce, vyplněné tradičními svátky a obřady zredukovanými na bezduchý formalismus, zanechalo ve Winderovi skličující vzpomínky, s nimiž se vyrovnával prostřednictvím psaní. Již v roce 1906 dal na vlastní náklady vytisknout svazek svých prvních Básní (Gedichte).
Po maturitě se Winder vydal do Vídně za nejstarším bratrem Ottou z otcova prvního manželství a nastoupil zde do redakce levicově liberálního deníku Die Zeit. Jako reportér lokální redakce měl v letech 1907–1909 příležitost důkladně poznat život hlavního města a seznámit se s labyrintem rakousko-uherské politiky. Pro jeho další vývoj bylo důležité setkání s dílem Sigmunda Freuda, Karla Krause a Arthura Schnitzlera. V létě roku 1909 Vídeň opustil a přijal místo v redakci Bielitz-Bialaer Anzeiger ve slezském Bílsku-Bělé. Během tohoto pobytu vydal svou druhou básnickou sbírku Das Tal der Tänze (Údolí tanců; 1910). V roce 1911 odešel Winder do Teplic, kde působil v listu Teplitzer Zeitung jako redaktor fejetonů a divadelní referent. Do místního divadelního repertoáru se neúspěšně pokoušel prosadit uvedení hry Richarda Dehmela Michel Michael, o čemž svědčí dochovaná korespondence s jejím autorem. V březnu 1912 se v Teplicích seznámil s Hedwig Grabovou, která se o tři roky později stala jeho ženou. Krátce poté navázal spolupráci s plzeňským liberálním deníkem Pilsner Tagblatt, jehož redakci však téhož roku opustil a ještě jednou se vrátil do Vídně, kde byl v letech 1912–1914 soukromým sekretářem excentrického hraběte Königsegga, jemuž pomáhal psát dílo o lovech na lvy. V létě 1914, krátce před vypuknutím světové války, odešel Winder do Prahy, aby tu nastoupil na uvolněné místo redaktora fejetonů a divadelního referenta deníku Bohemia.
V Bohemii, která byla po Wiener Zeitung druhým nejstarším listem rakousko-uherské monarchie, publikoval Ludwig Winder během 25 let na 3000 článků, fejetonů, divadelních a literárních kritik. V roce 1917 vyšel v berlínském nakladatelství Schuster & Loeffler jeho první román Die rasende Rotationsmaschine (Zuřivá rotačka), který si získal zaslouženou pozornost a ještě téhož roku se dočkal druhého vydání. Po dalším úspěchu v roce 1922 s jeho patrně nejslavnějším románem Die jüdische Orgel (Židovské varhany) byl již Winder přirozenou součástí pražských spisovatelských kruhů. Když v roce 1924 zemřel Franz Kafka, věnoval mu nekrolog, v němž o jeho tehdy z větší části neznámém díle vyslovil několik zajímavých postřehů. O jeho přijetí do užšího Pražského kruhu napsal Max Brod ve svých vzpomínkách: „Weltsch, Baum a já jsme ho přijali do úzkého kruhu „čtyřky“ takříkajíc místo Kafky; ukázalo se, že Winder dovede být znamenitým přítelem, byl blízký především Oskaru Baumovi, projevoval však i vůči nám oběma tolik pochopení a srdečnosti, že jsme si ho poznenáhlu zamilovali a mohli jsme být k sobě všichni navzájem naprosto upřímní (což je vzácný dar).“ Mezitím Winder vystoupil také jako dramatik, jeho hra Doktor Guillotin, která měla v roce 1924 premiéru v Bádenském zemském divadle v Karlsruhe, byla opakovaně inscenována v Německu, Rakousku a Československu. Do roku 1929, kdy spisovatel oslavil své čtyřicáté narozeniny, spadá vydání již šestého románu Reitpeitsche (Jezdecký bič), jeho další román Dr. Muff potom René Schickele označil za „nejkrásnější knihu roku 1931.“ Po roce 1933 se v článku Entscheidung des Geistes (Rozhodnutí ducha) vyslovil proti snahám ovlivňovat německojazyčný tisk v Československu, za kterými stál Goebbelsův Říšský svaz spisovatelů. Román Steffi oder Familie Dörre überwindet die Krise, který přeložila Helena Malířová pod názvem Štefka vpadá do rodiny, byl v roce 1934 oceněn Československou státní cenou za literaturu. Po vzniku tzv. Druhé republiky si však nedělal žádné iluze, což je zřejmé z jeho posledního článku v Bohemii z 28. prosince 1938. Zatímco Brod a Weltsch opustili zbytkové území Československa v den okupace, Winderovi se útěk podařil až létě, 29. června 1939, kdy s rodinou ilegálně přešel polské hranice. Jejich cesta vedla přes Polsko a Skandinávii do Anglie: do Londýna dorazil se svou ženou a s dcerou Marianne 13. července 1939.
O šest týdnů později byli Winderovi evakuováni do Reigate, kde žili v jednom hostelu pro uprchlíky. Když byl v roce 1941 hostel zrušen, odešla rodina do Baldocku, malé vesnice v hrabství Hertfordshire, ca 65 km od Londýna. Ještě v létě téhož roku byla Winderovi diagnostikována koronární trombóza. Při plném vědomí, že jeho dny jsou sečteny, však pokračoval v práci na románech Der Kammerdiener (Komorník) a Geschichte meines Vaters (Příběh mého otce). Ludwig Winder své srdeční chorobě podlehl 16. června 1946. Na jeho smrtelné posteli ležela Kniha žalmů. Podle své ženy řekl 1. června při pohledu do novin: „Ó, už červen. Ale žádný červenec!“

## Literární dílo
| „Všechno, co nenávidím, je ve mně, jsem uvězněn ve své kůži z ghetta, a i když si tu kůži strhám z těla, není nic vyhráno, pod ní tluče srdce mých předků a můj mozek je mozkem mých předků.“ |
| Ludwig Winder, Die jüdische Orgel, 1983, s. 49 |

Ve svém románovém debutu Die rasende Rotationsmaschine (Zuřivá rotačka) vyjádřil Winder své stanovisko k vlastnímu povolání slovy: „Novinář je člověk, který neumí nic a musí umět všechno.“ Příběhem židovského parvenu dr. Theodora Glasera z Haliče, který se společníkem založí noviny Die Zeitung sloužící výhradně jeho bezskrupulózní touze po moci, vykresluje techniky manipulace běžné už v tehdejších masových listech. Glaser, jenž se brzy vypracuje v děsivou a obávanou postavu („Věřím ve všemoc zla ve světě: proto jsem ve zlu chtěl předčít ostatní, chtěl jsem zlé lidi přetrumfnout...“), však ochromen svou neschopností jakékoliv náklonnosti ke komukoliv nakonec zkrachuje sám před sebou i před ostatními.
V románu Kasai ztvárňuje Winder troufalost všech pokusů modelově vynutit ideu „bratrství mezi lidmi“. Milionářský syn Franz Heidebrand je pohnut nedůstojným postavením dělníků v otcově továrně a v Afričanovi Kasaiovi, kterého si přiveze z cest, vidí vděčný objekt své představy, jak přinášet štěstí. Jeho pokus zjemnit v Kasaiovi přírodu však ztroskotá. Afričan není, jak se domnívá experimentátor, nedotknutou přírodou, ale je dotčený úplně jiným světem. A soucit intelektuála je soucitem člověka zamilovaného do své vlastní teorie, aniž by druhého dokázal skutečně milovat. Násilí, které tkví v realizaci ideálních představ, nechává Kasaie poznat, že výchova k lidství je pokrytectvím, protože evropský svět konkurence potřebuje zužitkovatelnou inteligenci, která se propůjčí ke všemu, a že svobodný duch nemá v takové společnosti šanci.
| „Každý život, a to i ten nejnepatrnější a nejubožejší, je velký jako svět a větší než jeho výklad.“ |
| Ludwig Winder, Geschichte meines Vaters, 2000, s. 12                                                |

Konflikt mezi otcem a synem je centrálním motivem ve Winderově expresionistickém románu Die jüdische Orgel (Židovské varhany). Hlavní hrdina Albert Wolf je svým ortodoxním otcem rabínem Wolfem Wolfem nucen, ba znásilňován zachovávat od dětských let přísný židovský ritus, který chlapci připadá jako „Ungeheuer mit Drachenzähnen“ („přízrak s dračími zuby“). Toto iniciační znásilnění a svou židovskou predestinaci pak Albert Wolf považuje za důvod všech svých selhání. Svrchovaná zbožnost je zde ovšem zobrazena v konfrontaci se svrchovanou vzpourou. Přísně pravověrné židovské prostředí autorovi poskytuje možnost vylíčit takový totalitářský svět, v němž se víra stává „oprátkou boží“. Víra, která neosvobozuje, ale rdousí to, v co by měl člověk věřit. Varhany, jejichž zavedení do synagogální bohoslužby bylo jednou z nejspornějších reforem 19. století, symbolizují v tomto románu vzpouru. Oskar Baum ve své recenzi uvedl: „Židovské varhany, to je zakázaná estetická rozkoš, zapovězená hudba smyslů.“ Za touto „hudbou smyslů“, jde Albert Wolf, jenž je Baumovými slovy jakýmsi „Don Quijotem spásy“, když unikne otcovu náboženskému násilí, když předstírá, že bude v Budapešti navštěvovat rabínský seminář. Ve skutečnosti se však potlouká po kavárnách, chodí do kabaretu, do divadla, ale ať uteče kamkoliv, stále si s sebou neso to, před čím utíká, totiž ono vědomí viny, jež mu vštípil otec: viny vůči Bohu, viny vůči otci.
Ještě jednou, v románu Hugo: Tragödie eines Knaben (Hugo: tragédie chlapce), zobrazí Ludwig Winder touhu po uplatnění a potřebu lásky člověka poníženého, který své pokoření přičítá vlastní ošklivosti. Krása je tu dána skupině spolužáků, která Huga Bandlera pronásleduje antisemitskou nenávistí, ošklivost je pak ve Winderových dílech vždy synonynem neschopnosti milovat.
Posledním spisovatelovým pražským románem je Der Thronfolger: ein Franz-Ferdinand-Roman (Následník trůnu), v němž se vrací k sarajevskému atentátu, který rozpoutal světovou válku. Winderův tragický hrdina František Ferdinand d'Este je mimořádně složitým člověkem, který má narušený vztah ke světu. Od světa ho odděluje zeď vytvářená chladem a cizotou, kterou neumí překonat. Prchlivost, nedůvěra a neschopnost odpouštět otravující jeho vztahy k lidem prohlubují v jeho povaze nepřátelský postoj k životu. Významným tématem „Následníka trůnu“ je otázka užívání a zneužívání moci, přičemž Winder v době, kdy již vzkvétal habsburský mýtus, vytváří dílo, které je k habsburské minulosti značně kritické. V postavě Františka Ferdinanda, jehož myšlení je sice ještě pevně zakotveno ve staré době, jemuž je však vlastní samota a vnímání světa jako chaosu, vykresluje niterný portrét člověka alespoň v náznaku moderního.

## Výběrová bibliografie

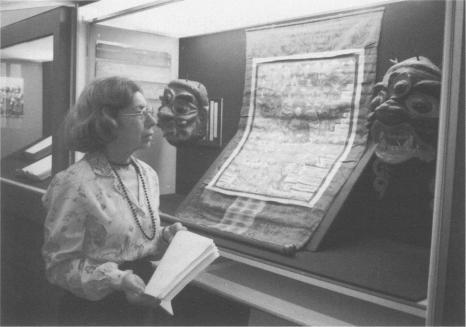
Marianne Winder, 1986

### Poezie
- Gedichte. Dresden: E. Pierson's Verlag, 1906. iv, 36 s.
- Das Tal der Tänze. Berlin: Richard Schmeer und Co., 1910. 98 s.

### Romány a novely
- Die rasende Rotationsmaschine: Roman. Berlin: Schuster & Loeffler, 1917. 251 s.
- Kasai: Roman. Berlin: Ernst Rowohlt Verlag, 1920. 295 s.
- Die jüdische Orgel: Roman. Wien: Rikola, 1922. 188 s.
- Hugo: Tragödie eines Knaben. Wien: Rikola, 1924. 246 s.
- Die nachgeholten Freuden: Roman. Berlin: Verlag Ullstein, 1927. 284 s.
- Reitpeitsche: ein Roman. Berlin: Ullstein, 1928. 310 s.
- Dr. Muff: Roman. Leipzig: Julius Kittls Nachfolger, 1931. 316 s.
- Steffi oder Familie Dörre überwindet die Krise: Roman. Leipzig: Julius Kittls Nachf., 1935. 267 s.
- Der Thronfolger: ein Franz-Ferdinand-Roman. Zürich: Humanitas Verlag, 1937. 502 s.
- Die Pflicht. Berlin: Verlag Volk und Welt, 1949. 175 s.
- Die Novemberwolke. Paderborn : Igel-Verl. Literatur, 1996. 177 s. ISBN 3-89621-032-7
- Der Kammerdiener. Wien ; Darmstadt : Zsolnay, 1988. 363 s. ISBN 3-552-04014-5
- Geschichte meines Vaters. Oldenburg : Igel-Verl. Literatur, 2000. 144 s. ISBN 3-89621-107-2

### Divadelní hry
- Mittag: Schauspiel in einem Akt von Ludwig Winder. Bielitz: Richard Schmeer & Co., 1910. 16 s.
- Doktor Guillotin: Schauspiel in drei Akten by Ludwig Winder. Wien: Rikola, 1924. 121 s.

### České překlady
- Upír: román. Přel Jan Grmela. Praha: Sfinx (Bohumil Janda), 1929. 290, [i] s. Nové cíle; 334. Knihovna Pyramida; 3.
- Doktor Muff: román. Přel. Míla Grimmochová. 1935. 159 s. (Románová příloha Práva lidu)
- Štefka vpadá do rodiny. Přel. Helena Malířová. 1935. 174 s. (Románová příloha Českého slova)
- Následník trůnu. Přel. Růžena Grebeníčková. Vyd. 2. Praha: Aurora, 1997, ©1996. 475 s. ISBN 80-85974-13-4.
- Povinnost. Přel. Lucy Topoľská. Vyd. 1. Praha: Prostor, 2007. 184 s. ISBN 978-80-7260-181-3.